# Matilde Menéndez
Matilde Svatetz de Menéndez (sinh năm 1944) là một bác sĩ tâm thần người Argentina, từng đóng vai trò là người can thiệp của National Territory of Tierra del Fuego, the Antarctic and the South Atlantic Islands từ ngày 17 tháng 1 năm 1991 đến ngày 10 tháng 1 năm 1992 và là Chủ tịch Hội đồng Chương trình Chú ý Y tế Toàn diện (PAMI) từ ngày 3 tháng 2 năm 1992 đến ngày 15 tháng 4 năm 1994. Con số của bà đưa ra có liên quan đến các vụ án tham nhũng liên quan đến nhiệm kỳ của bà tại PAMI, với tất cả các cáo buộc đã được bác bỏ trước tòa.

## Tiểu sử
Matilde Menéndez đã nhận được bằng y khoa của mình từ Khoa Y của Đại học Buenos Aires (UBA) với Bằng danh dự. Sau một chiến binh đại học tích cực về Peronism, một khi đủ điều kiện tại Trường Y tế Công cộng của UBA, năm 1974, cô được bổ nhiệm làm Điều phối viên của Ủy ban Chính sách Thực phẩm và Cung ứng và Điều phối viên của Ủy ban Dinh dưỡng của Quốc hội.
Với sự trở lại của nền dân chủ, bà trở thành Thư ký Hội đồng Y tế Liên bang, Cố vấn của Ủy ban Hỗ trợ Xã hội và Sức khỏe Cộng đồng của Phòng Đại biểu và Ủy ban Y tế của Thượng viện. Năm 1987, cô đã thành lập Quỹ "por Venir", dành riêng cho việc ngăn chặn nghiện ma túy. Năm 1988, bà được bổ nhiệm làm Trợ lý Bộ trưởng Y tế Xã hội của tỉnh Buenos Aires. Năm 1989, cô trở thành người phụ nữ đầu tiên Bộ trưởng Bộ Y tế Công cộng của Quốc gia, và vào năm 1991, người can thiệp nữ đầu tiên của National Territory of Tierra del Fuego, the Antarctic and the South Atlantic Islands (nay là tỉnh Tierra del Fuego). Năm 1992, bà được Tổng thống Carlos Menem triệu tập để chủ trì Hội đồng quản trị của Chương trình chú ý y tế toàn diện (PAMI). Ban giám đốc này bao gồm đại diện của Tổng liên đoàn Lao động và các tổ chức của người về hưu.
Trong nhiệm kỳ của bà tại PAMI, một sự thay đổi đã được thực hiện trong hệ thống thanh toán lợi ích, giờ đây dựa trên số lượng cố định thanh toán bình quân đầu người hàng tháng cho các nhà cung cấp. Ngoài ra, hệ thống "PAMI Listens" đã được khái quát hóa, với đường dây điện thoại 24 giờ để nhận các truy vấn, khiếu nại và đề xuất từ người dùng.
Hiện tại, theo trang web của riêng bà, Menéndez là một giáo viên, nhà nghiên cứu, cố vấn và cố vấn cho các tổ chức tư nhân và nhà nước trong nước và quốc tế, người tạo ra các chương trình, và người sáng lập các viện dành riêng cho sức khỏe cộng đồng.

## Tranh cãi

### PAMI
Sau một sự cố trong đó các nhà cung cấp đã được tìm thấy (và quay phim) sở hữu phong bì với 25% giá trị thanh toán bình quân đầu người nhận được  và có lẽ dành cho các quan chức PAMI để thanh toán hối lộ, một loạt các đơn tố cáo đã được đưa ra, cùng với sự phổ biến rộng rãi trên các phương tiện truyền thông về các cáo buộc, đã dẫn đến một vụ bê bối được báo chí gọi là "tiền hối lộ" PAMI. Các quan chức và lãnh đạo của PAMI bị buộc tội tính tiền hối lộ hàng tháng (gọi là trả lại một cách hiệu quả) cho các nhà cung cấp, mà bằng cách này được đảm bảo sẽ tiếp tục được tổ chức này trả lương.